# Gnieżdżewo
Gnieżdżewo is een plaats in het Poolse district  Pucki, woiwodschap Pommeren. De plaats maakt deel uit van de gemeente Puck en telt 1113 inwoners.

## Zie ook

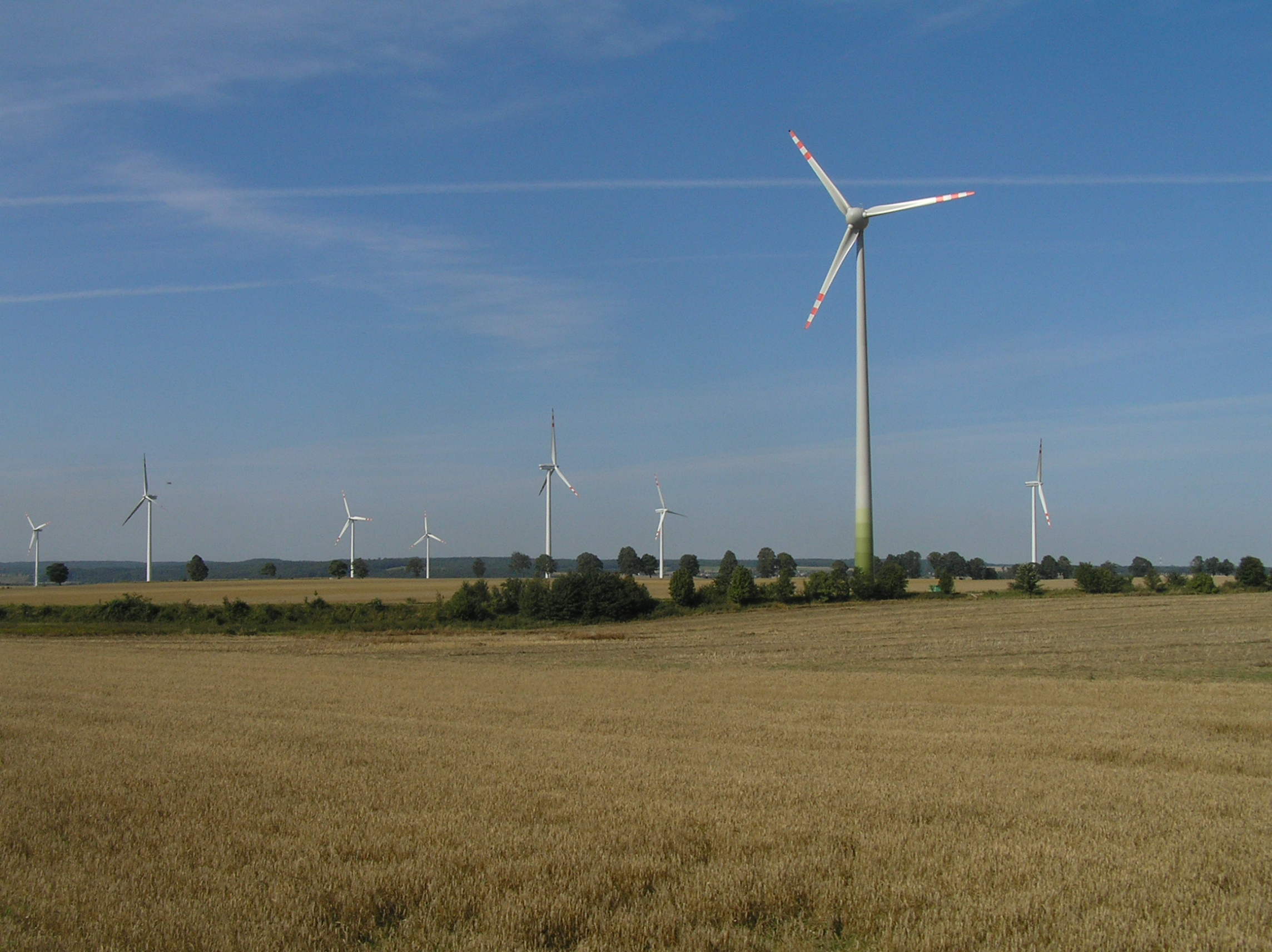
Windmolens bij Gnieżdżewo